# Saint-Doulchard
Saint-Doulchard ist eine französische Gemeinde mit 9650 Einwohnern (Stand 1. Januar 2022) im Département Cher in der Region Centre-Val de Loire. Sie gehört zum Arrondissement Bourges und zum Kanton Saint-Doulchard, dessen Hauptort (chef-lieu) sie ist. Die Einwohner nennen sich Dolchardiens.

## Geographie
Die Gemeinde liegt im Ballungsraum nordwestlich von Bourges. Nachbargemeinden sind:
- Saint-Éloy-de-Gy im Norden,
- Vasselay im Nordosten,
- Bourges im Osten und Süden,
- La Chapelle-Saint-Ursin im Südwesten, und
- Berry-Bouy im Westen.

### Verkehrsanbindung
Aus der Stadt Bourges heraus führt in nördlicher Richtung die Départementsstraße D 2076, die sich im Gemeindegebiet nach Nordwesten Richtung Vierzon wendet, während die D944 weiter nach Norden führt. An der westlichen Gemeindegrenze verläuft die D 400 als westliche Umfahrungsstraße von Bourges.
Die Eisenbahnstrecke der Réseau ferré de France nach Bourges liegt an der südlichen Grenze.

## Geschichte
Gemäß einer Erwähnung der Ortschaft aus dem Jahr 1065 hieß diese damals Sanctus Dulcardus.
In Saint-Doulchard wurde der Orden der Annuntiatinnen gegründet.

### Bevölkerungsentwicklung
| Jahr      | 1968 | 1975 | 1982 | 1990 | 1999 | 2006 | 2012 |
| Einwohner | 5274 | 6609 | 7928 | 9149 | 9018 | 9020 | 9242 |

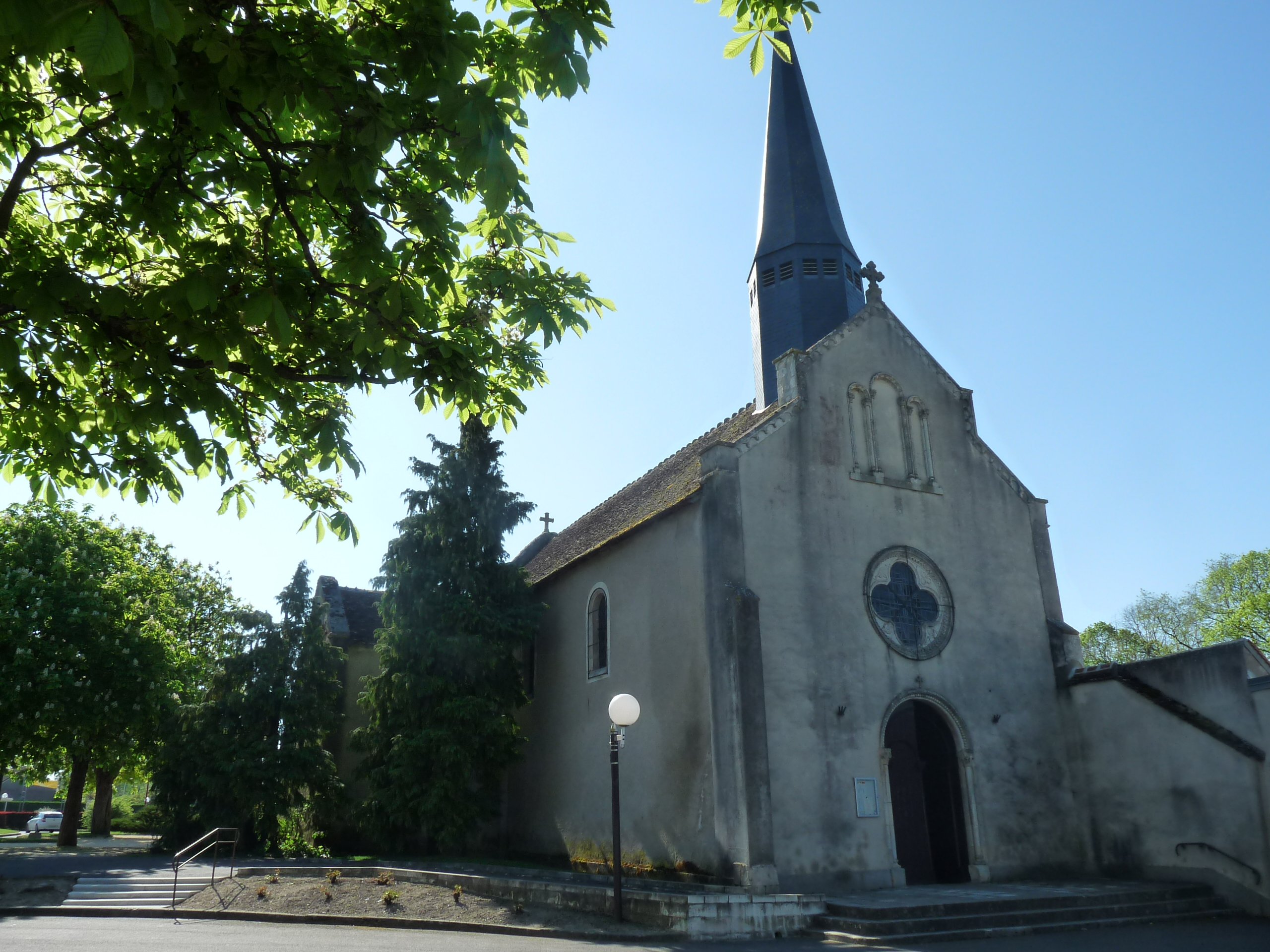
Kirche Saint-Doulchard
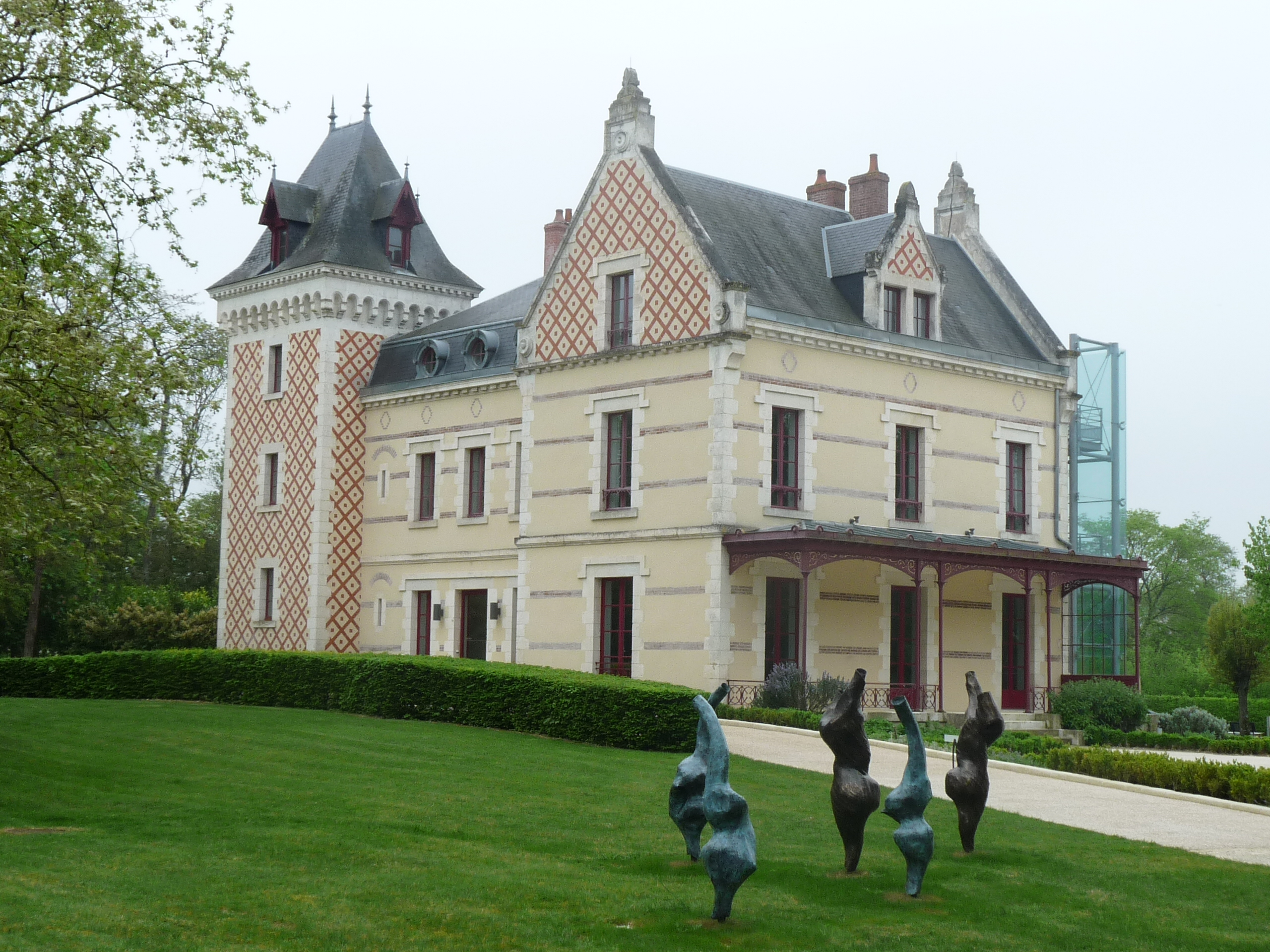
Château de Vayre

## Persönlichkeiten
- Bernard Diomède (* 1974), Fußballspieler
- William Bonnet (* 1982), Radrennfahrer
- Vincent Graczyk (* 1984), Radrennfahrer
- François Goeske (* 1989),  deutsch-französischer Filmschauspieler und Synchronsprecher
- Charlotte Bilbault (1990), Fußballspielerin
- Steven Palette (* 1990), Autorennfahrer
- Romain Combaud (* 1991), Radrennfahrer
- Baptiste Santamaria (* 1995), Fußballspieler